# Ankan
Ankan ( (安閑天皇?, Ankan-tennō), che regnò con il nome di Magari no Ōe Hirokuni O Shitakekanahi; 466 – Kashihara, 15 gennaio 536) è stato il 27º imperatore del Giappone secondo il tradizionale ordine di successione.
Nessuna data certa può essere assegnata al suo regno, ma si ritiene che abbia governato tra il 531 ed il 536.
Gli eventi e le date che lo riguardano sono riportate negli Annali del Giappone (Nihongi o Nihonshoki?, 日本紀) e nelle Cronache degli antichi eventi (Kojiki?, 古事記), testi che furono compilati all'inizio dell'VIII secolo.

## Biografia
Era il figlio dell'imperatore Keitai, che in punto di morte abdicò in suo favore quando Ankan aveva 66 anni. La madre era Menoko Hime, la seconda consorte del padre. Secondo i Nihongi, regnò con il nome di Magari no Ōe Hirokuni O Shitakekanahi o, più semplicemente come Magari no Ōe.
Non regnò con l'attuale titolo imperiale di "sovrano celeste" (tennō?, 天皇), che secondo buona parte della storiografia fu introdotto per il regno dell'imperatore Tenmu. Il suo titolo fu "grande re che governa tutto quanto sta sotto il cielo" (Sumeramikoto o Amenoshita Shiroshimesu Ōkimi?, 治天下大王), oppure anche "grande re (Ōkimi) di Yamato" (ヤマト大王/大君).
I clan dell'antica provincia di Yamato, che corrisponde all'attuale prefettura di Nara, costituirono il regno che, nel periodo Kofun (250-538), si espanse conquistando buona parte dei territori delle isole di Honshū, Kyūshū e Shikoku. A seguito di tali conquiste, ai sovrani di Yamato fu riconosciuto il titolo di "grande re" (Ōkimi?, 大王) di Yamato. Fu solo a partire dal VII secolo che il "grande regno" venne chiamato impero, ed il titolo di imperatore fu esteso a tutti i sovrani precedenti della dinastia.
Quando salì al trono, confermò la nomina di generali e più alti gerarchi di stato a Otomo (Kanamura) ed a Mononobe no Arakahi, quest'ultimo era il capo del potente clan Mononobe. Ankan spostò la corte nel nuovo palazzo Magari no Kanahashi a Kashihara, a pochi chilometri dal precedente palazzo imperiale, che si trovava a Hirakata, secondo la tradizione che vedeva di cattivo auspicio per un imperatore giapponese risiedere nello stesso palazzo del defunto predecessore.
Ricevette l'investitura di sovrano direttamente dal padre, il settimo giorno del secondo mese del venticinquesimo anno del regno di Keitai, nel 531.
Qualche mese dopo l'ascesa al trono, prese in moglie Kasuga no Yamada no Himemiko (春日山田皇女), figlia dell'imperatore Ninken, che divenne la sua imperatrice consorte, ed altre tre consorti minori. Nessuna di esse generò figli e Ankan, nel timore che non rimanesse niente della sua famiglia nel futuro, concesse ad ognuna delle mogli un piccolo feudo che prendesse il suo nome, così che le future generazioni si ricordassero di lui.

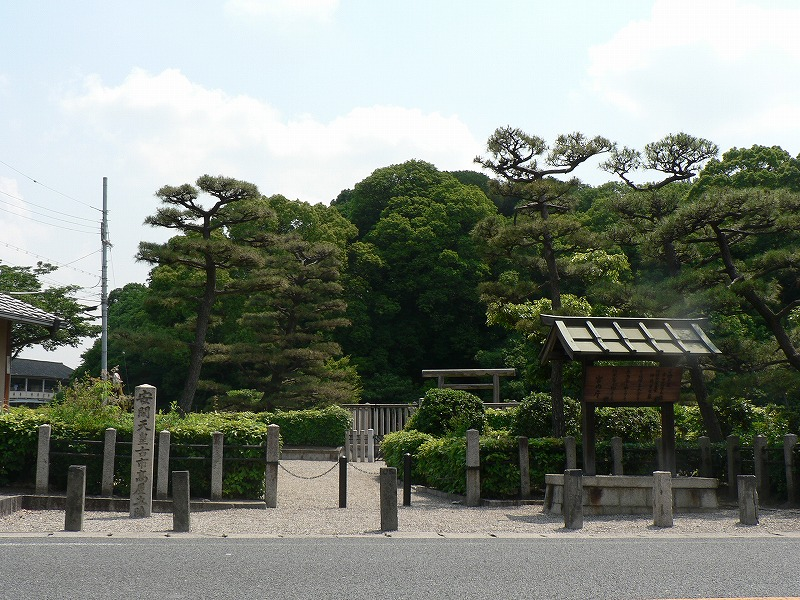
Il tumulo di Ankan ad Hakibino.

Fin da bambino, Ankan era stato molto riservato ed introspettivo, ma si rivelò un sovrano capace, coraggioso e generoso. Data la relativa brevità del suo regno, non si registrarono eventi di rilievo, e questo periodo venne ricordato per la pace, l'armonia tra gli abitanti e la copiosità dei raccolti. Il sovrano organizzò una capillare rete di granai di stato in moltissime province del paese.
Ankan morì nel 536 nel suo palazzo e, in quello stesso mese, fu sepolto nel tumulo imperiale shintoista (kofun) Furuichitakaya no oka no misasagi a lui dedicato, che si trova ad Habikino, nella parte orientale dell'odierna prefettura di Osaka.

## Discendenza
Ankan sposò quattro donne ma nessuna di esse gli diede alcun figlio:
- Principessa Kasuga no Yamada no Himemiko (春日山田皇女), l'imperatrice consorte, figlia dell'imperatore Ninken
- Principessa Sate Hime (紗手媛), figlia del "grande ministro" Kose no Ohito no Ōomi (許勢男人大臣).
- Principessa Kakari Hime (香香有媛), sorella di Sate Hime
- Principessa Yaka Hime (宅媛), figlia del generale Mononobe no Itabi no Ōomuraji (物部木蓮子大連)